# Vengasjärvi
Vengasjärvi är en sjö i kommunen Pudasjärvi i landskapet Norra Österbotten i Finland. Arean är 36 hektar och strandlinjen är 2,83 kilometer lång. Sjön  ingår i Ijo älvs huvudavrinningsområde.   Den ligger omkring 62 kilometer nordöst om Uleåborg och omkring 590 kilometer norr om Helsingfors. 